# Temps de saignement

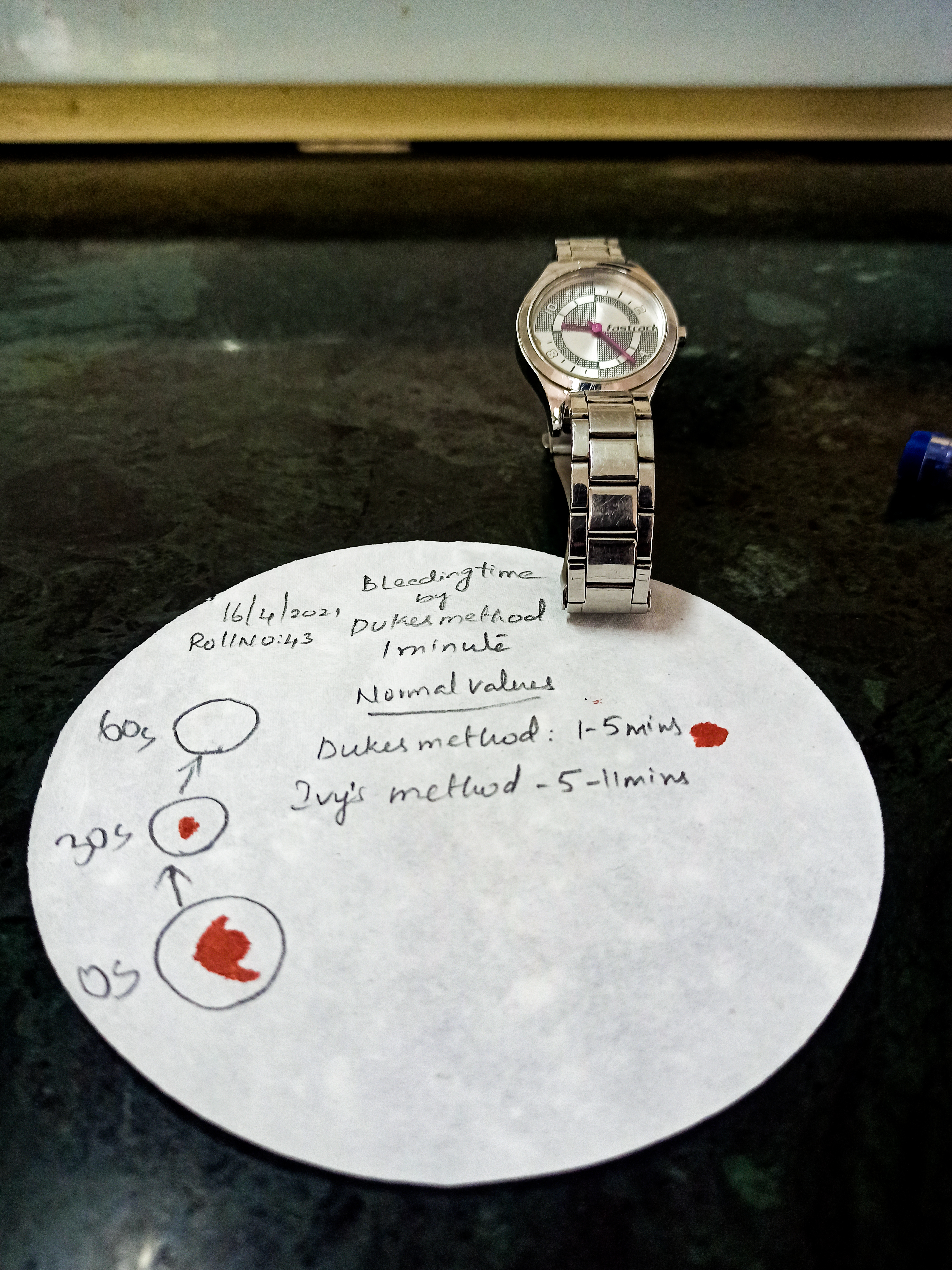
Estimation d'un temps de saignement par la méthode de Duke (ici, 1 minute)

Le temps de saignement est un test global d'exploration de l'hémostase primaire apprécié par l'arrêt d'un saignement provoqué par une incision cutanée. 
Il est influencé par :
- Fonctionnement plaquettaire (qualitatif + quantitatif).
- Facteur de von Willebrand.

Historiquement utilisé pour le diagnostic des coagulopathies et en bilan préopératoire, il est aujourd'hui supplanté par des techniques de substitution. C'est en effet un geste invasif à faible valeur prédictive, caractérisé par une mauvaise sensibilité et spécificité et un défaut de reproductibilité. 

## Principe
Le principe est relativement simple, bien qu'il demande au praticien d'être attentif. La technique peut différer d'un établissement de santé à l'autre mais reste souvent semblable, elle consiste en une petite incision au niveau de l'avant-bras du patient. Le sang s'échappera de la plaie et sera repris au moyen d'un papier absorbant. Il faut le récupérer délicatement car il ne faut pas défaire le clou plaquettaire en formation, mais il ne faut pas cacher le saignement. Le temps pendant lequel le sang s'écoule librement de la plaie sera mesuré et le praticien devra arrêter le chronomètre lorsque le sang cessera de couler.
On utilise principalement trois techniques :
- Méthode de Duke : incision au niveau du lobe de l'oreille
- Méthode d'Ivy par incision: à l'avant bras[2]
- Méthode d'Ivy en 3 points

## Valeur de référence
Les valeurs peuvent varier en fonction de la technique de mesure, de l'âge, du sexe et de la prise de certains médicaments comme la warfarine ou l'aspirine mais devrait se retrouver entre 4 et 8 minutes.